# Maus
Maus: Relato de un superviviente (el título original en inglés es Maus: A Survivor's Tale) es una novela gráfica completada en 1991 por el historietista estadounidense Art Spiegelman. Se trata de un cómic alternativo publicado por entregas entre 1980 y 1991 en la revista Raw, una publicación vanguardista de cómics al frente de la cual estaban Spiegelman y Françoise Mouly. La obra, de casi 300 páginas, se publicó en dos partes:  Mi padre sangra historia (My Father Bleeds History, 1986) y Y allí empezaron mis problemas (And Here My Troubles Began, 1991), unidas posteriormente en un único volumen. La historia se desarrolla a partir de las experiencias del propio autor y las entrevistas a su padre, que narra su vida como judío polaco y superviviente del Holocausto. El libro hace uso de técnicas postmodernistas y emplea recursos convencionales, propios de las fábulas clásicas, al representar a los distintos grupos humanos como diferentes tipos de animales: los judíos son ratones, los alemanes son gatos, los polacos no judíos aparecen como cerdos, etc. Maus es un libro de memorias, biográfico, histórico, autobiográfico e incluso podría decirse que es una mezcla de géneros.

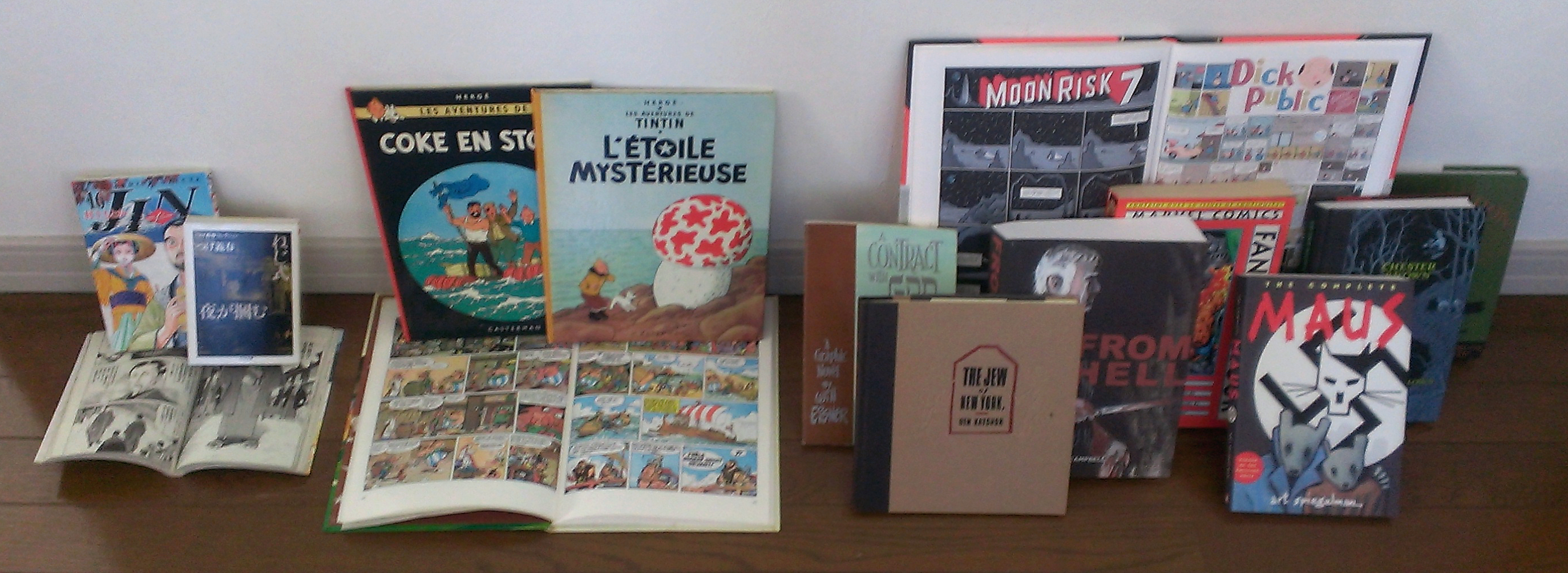
A la derecha, abajo, Maus

Una tira de tres páginas, dibujada por Spiegelman en 1972, fue el punto de partida del autor para entrevistar a su padre sobre su vida durante la Segunda Guerra Mundial. Las entrevistas grabadas se convirtieron en la base para la novela gráfica, que Spiegelman comenzó en 1978. En 1992, se convirtió en la primera novela gráfica en ganar un premio Pulitzer. También recibió otros prestigiosos premios y dio origen a una de las dos vías de la novela gráfica contemporánea, la independiente y autobiográfica, frente a la superheroica y ficcional de Watchmen y Batman: The Dark Knight Returns.

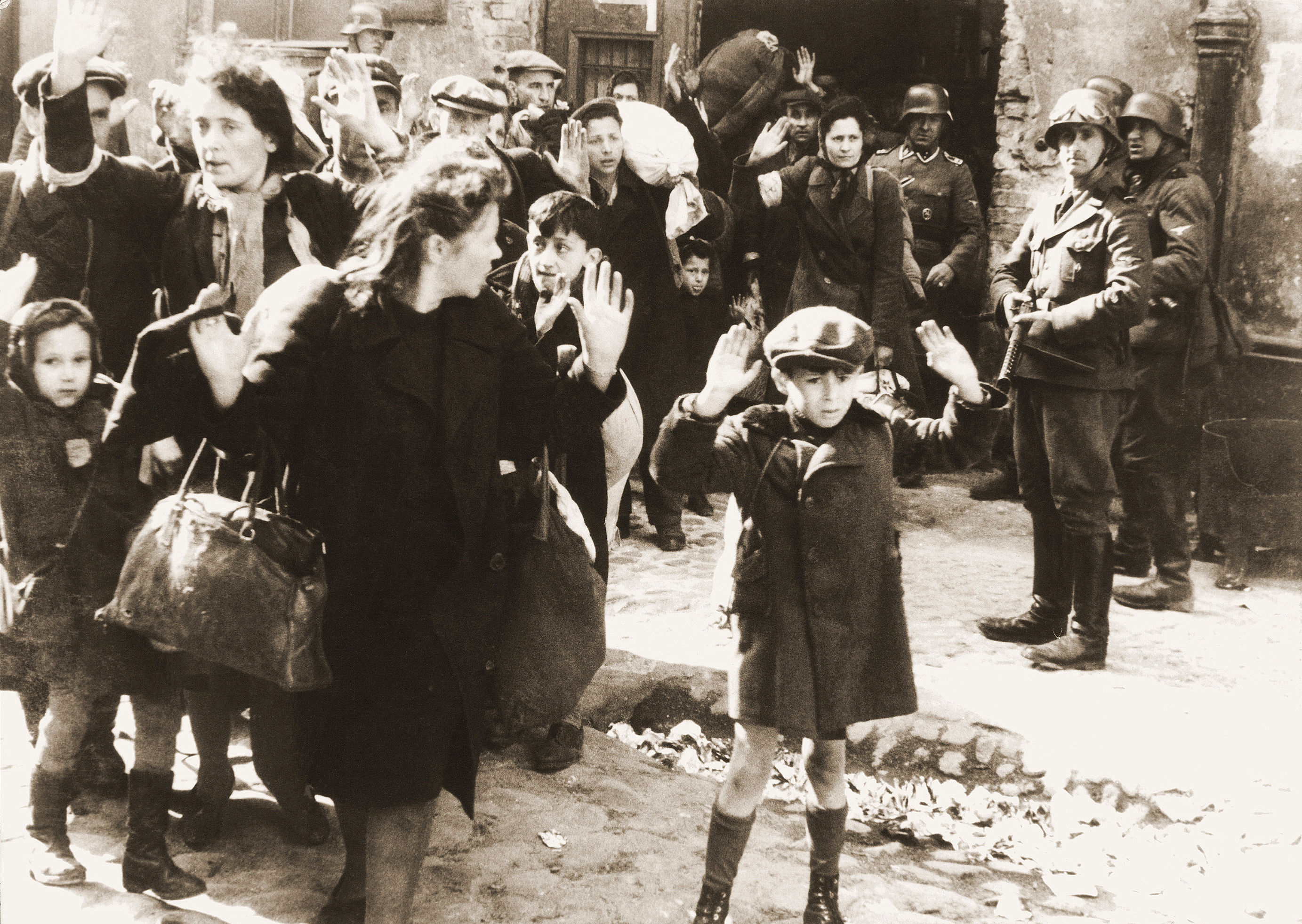
La temática central de Maus es la persecución que realizaron los nazis sobre el pueblo judío

En Maus Art Spiegelman narra la historia real de su padre, Vladek Spiegelman, judío polaco, durante la Segunda Guerra Mundial, así como las complicadas relaciones entre padre e hijo durante el proceso de elaboración de la historieta, ya en Estados Unidos, donde llegaron los padres de Art tras la guerra. La historia se desarrolla por una parte en Rego Park (Nueva York), donde Vladek Spiegelman cuenta su historia a su hijo Art, que está desarrollando un cómic. Y, en otro plano, se narra en los flash-backs de Vladek sobre sus vivencias durante la guerra. Según Rosa Planas, "es una obra capital sobre el Holocausto por muchos motivos: la originalidad del tratamiento en forma de historias imbricadas, el uso del flash-back, el medio escogido (el cómic) y también el carácter de fábula que comporta el hecho de que los protagonistas sean animales que escenifican comportamientos humanos".
En la narración en presente, que comienza en 1978 en Rego Park (Nueva York), Spiegelman habla con su padre acerca de sus experiencias durante el Holocausto con la intención de reunir material para su proyecto Maus. En la narración en pasado, Spiegelman muestra estas experiencias, comenzando con los años previos a la Segunda Guerra Mundial. La mayor parte de la historia gira en torno a la complicada relación de Spiegelman con su padre y a la ausencia de su madre, que se suicidó cuando él tenía veinte años. Su marido, Vladek, destruyó los escritos de esta sobre Auschwitz. Spiegelman recurre a un estilo de dibujo minimalista, al tiempo que innova en la disposición de las páginas y las viñetas, en el ritmo y la estructura.

## Sinopsis
La mayor parte del libro oscila entre dos líneas de tiempo. En el hilo argumental de la narración en presente, Spiegelman entrevista a su padre, Vladek, en Rego Park (Nueva York) en 1978-1979. La historia que Vladek cuenta se muestra como narración en pasado; comienza a mediados de la década de 1930 y continúa hasta el fin del Holocausto en 1945.
En 1958, en Rego Park, un joven Art Spiegelman se queja a su padre de que sus amigos se han ido sin él. Su padre responde en un inglés no estándar: "¿Amigos? ¿Tus amigos? Si los encerraran una semana en una sala sin comida... entonces verías lo que son ¡los amigos!"
Ya adulto, Art visita a su padre, de quien se ha distanciado. Vladek se ha casado con una mujer llamada Mala después de que Anja, la madre de Art, se suicidara en 1968.
Art quiere que Vladek rememore su experiencia del Holocausto. Vladek le habla de su época en Częstochowa y describe cómo llegó a casarse en 1937 con Anja, de familia adinerada, y cómo se mudó a Sosnowiec para abrir una fábrica. Vladek ruega a su hijo que no incluya esta parte de la historia en el libro, y Art acepta de mala gana. Anja sufre una crisis nerviosa por depresión postparto tras dar a luz a su primer hijo, Richieu, y la pareja acude a un sanatorio mental en Checoslovaquia —ocupada por los nazis— para que ella se recupere. Tras su regreso, las tensiones políticas y antisemitas van en aumento hasta que Vladek es reclutado justo antes de la invasión nazi. Vladek es capturado en el frente y forzado a trabajar como prisionero de guerra. Después de ser liberado, descubre que Sosnowiec ha sido anexionado a Alemania, por lo que es llevado al otro lado de la frontera en el protectorado polaco. Consigue pasar a hurtadillas por la frontera y se reúne con su familia.
Durante una de las visitas de Art, se encuentra con que un amigo de Mala ha enviado a la pareja una de las revistas underground en donde Art había colaborado con la historieta Prisionero en el planeta Infierno. A pesar de que Mala había intentado esconderla, Vladek la encuentra y la lee; en la historieta, el suicidio de la madre de Art tres meses después de su alta en el psiquiático lo traumatiza, y termina representándose a él mismo entre barrotes, diciendo: «¡Me mataste, mami! ¡¡¡Y me has dejado cargar con la culpa!!!» A pesar de que le trae recuerdos dolorosos, Vladek admite que fue bueno exteriorizar el asunto de esa forma.

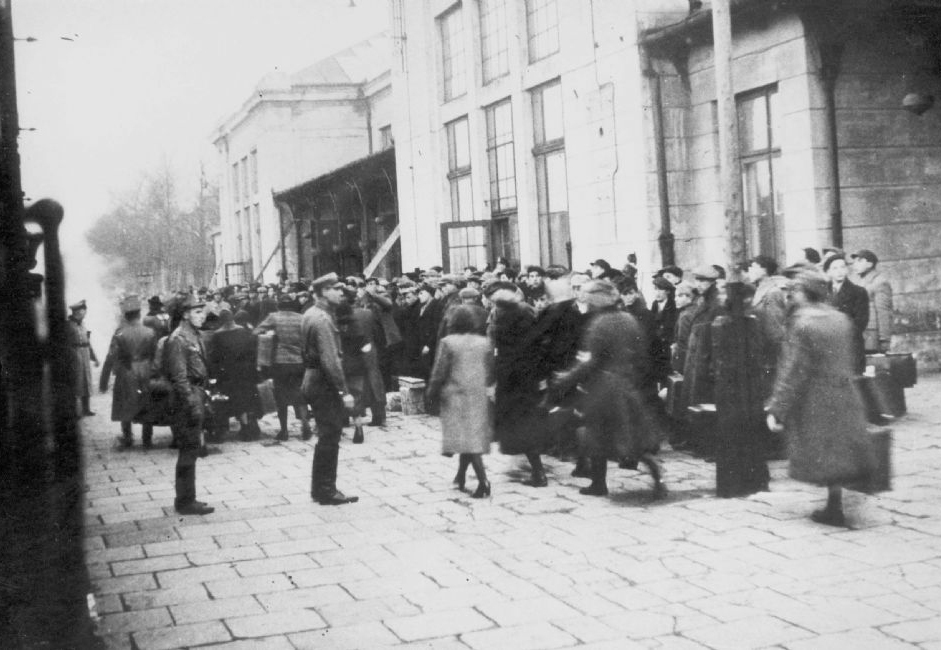
Liquidación del gueto de Sosnowiec durante la Segunda Guerra Mundial. Deportaciones al campo de exterminio alemán Auschwitz, en 1943.

En 1943, trasladan a los judíos del gueto de Sosnowiec a Srodula, un pueblo cercano, aunque les hacen marchar a diario a trabajar a Sosnowiec. La familia se divide, pues Vladek y Anja envían a Richieu a Zawiercie junto a su tía, con quien piensan que estará a salvo. Sin embargo, conforme aumentan las redadas y se envían más judíos a Auschwitz, la tía decide envenenar a sus hijos, a Richieu, y a sí misma, para escapar de la Gestapo. En Srodula, muchos judíos —incluyendo Vladek— construyen búnkeres para esconderse de los alemanes. El búnker de Vladek es descubierto y lo envían a un "gueto dentro del gueto", una zona separada por alambradas. La familia de Vladek y Anja se queda sin sus últimas pertenencias. Srodula es vaciada de judíos, excepto por un grupo con quien Vladek se esconde en otro búnker. Cuando los alemanes marchan, el grupo se separa y abandonan el gueto.
En Sosnowiec, Vladek y Anja se mueven de un escondite a otro, estableciendo contacto ocasional con otros judíos escondidos. Vladek sale de incógnito en busca de provisiones, haciéndose pasar por polaco no judío. Tras arreglar con contrabandistas su salida del país hacía Hungría, resulta ser un truco: la Gestapo los arresta en el tren y los lleva a Auschwitz, donde son separados hasta después de la guerra.
Por otra parte, Art pregunta acerca de los diarios de Anja, ya que Vladek le había contado que contenían las experiencias de su madre durante el Holocausto. Son la única forma de saber qué le pasó tras su separación de Vladek en Auschwitz. Vladek le revela a Art que en ellos se decía: «Espero que mi hijo, cuando crezca, se interesa por esto», pero también admite que los quemó tras el suicidio de Anja. Art se enfurece, y llama a Vladek «asesino».
La historia salta hasta 1986, después de que los seis primeros capítulos de Maus se publicaran en un solo volumen. Art se encuentra abrumado por la atención inesperada que recibe el libro y admite estar «totalmente bloqueado». Art habla con su psiquiatra —Paul Pavel, de nacionalidad checa y también superviviente del Holocausto— acerca del libro. Pavel sugiere que, ya que aquellos que perecieron en los campos no podrán contar sus historias, «quizás sea mejor no contar más historias». Art contesta con una cita de Samuel Beckett: «Cada palabra es una mancha innecesaria en el silencio y la nada», pero entonces cae en que «por otra parte, lo dijo».
Vladek habla sobre sus dificultades en los campos, sobre la hambruna y el maltrato, sobre su capacidad para arreglárselas, sobre las distintas maneras de evitar la selektionen —el proceso de selección de prisioneros para más trabajos o para ejecutarlos—, etc. Aunque es peligroso, Anja y Vladek logran intercambiarse mensajes ocasionalmente. Conforme avanza la guerra y el frente alemán es forzado a retroceder, los prisioneros son trasladados desde Auschwitz —en Polonia— a Gross-Rosen —dentro del Reich—, y luego a Dachau, donde las penurias no hacen más que aumentar y Vladek enferma de tifus.
La guerra termina, los prisioneros de los campos resultan liberados, y Vladek y Anja se reúnen. El libro termina con Vladek volviéndose en su cama y diciéndole a Art: «Estoy cansado de hablar, Richieu, basta de historias de momento...» La imagen final muestra la tumba de Vladek y Anja; Vladek murió en 1982, antes de que el libro se completara.

## Personajes principales
- Art Spiegelman: Art[nota 4] (1948)[25] es un historietista e intelectual.[7] Es presentado como egocéntrico, neurótico y obsesivo, rabioso y dado a la autocompasión.[7] Art trata sus propios problemas y los heredados de sus padres mediante ayuda psiquiátrica,[13] que continúa después de completar el libro.[26] Mantiene una tensa relación con su padre, Vladek,[5][5], por quien se siente dominado.[7] Al principio, muestra poca simpatía por las dificultades a las que se enfrenta su padre, pero conforme la historia avanza aumenta su interés.[27]

- Vladek Spiegelman: Vladek[nota 5] (Czestochowa1906–Nueva York 1982)[29] es un polaco judío superviviente del Holocausto que se trasladó posteriormente a Estados Unidos a principios de la década de 1950. Se expresa en un inglés incorrecto, propio de un extranjero,[30] y aparece como un indivudio como tacaño, austero, de personalidad anal-retentiva, ansioso y obstinado, rasgos que le pudieron haber servido para sobrevivir en los campos, pero que sacan de sus casillas a su familia. Muestra actitudes racistas sin darse cuenta,[23] como cuando Françoise recoge a un autoestopista afroamericano y Vladek expresa su temor de que les vaya a robar.[5][5]

- Mala Spiegelman: Mala (1917–2007)[31] es la segunda esposa de Vladek, quien la hace sentir que nunca podrá igualar a Anja.[32] A pesar de que también es una superviviente y habla con Art a lo largo del libro, el personaje de Art no hace ningún intento por aprender de su experiencia del Holocausto.[33]

- Anja Spiegelman: También una judía polaca superviviente del Holocausto, Anja[nota 6] (Sosnowiec 1912– Nueva York 1968)[29] es la madre de Art y la primera esposa de Vladek. Nerviosa, sumisa y dependiente, tuvo su primera crisis nerviosa tras dar a luz a su primer hijo.[34] En ocasiones habló a Art acerca del Holocausto cuando este era joven, a pesar de que su padre no quería que supiera acerca de ello. Se suicidó cortándose las muñecas en una bañera en mayo de 1968,[35] sin dejar nota de suicidio.[36]

- Françoise Mouly: Françoise (1955)[25] está casada con Art. Es francesa y se convirtió al judaísmo[37] para complacer a Vladek. Art muestra dudas sobre si debería representarla como un ratón judío, una rana francesa, o algún otro animal.[5][5]

## El dibujo

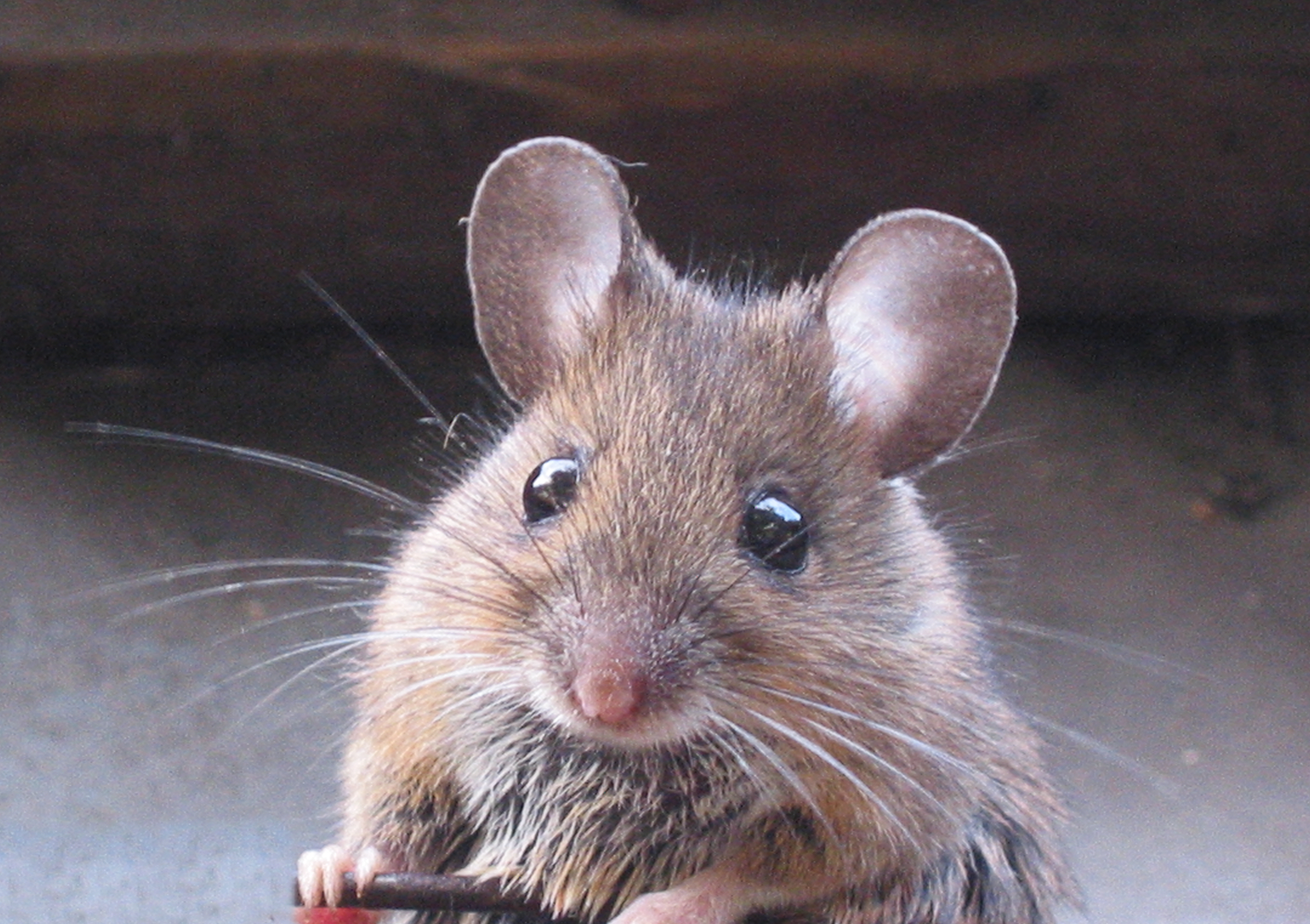
Los ratones son usados como representación de los judíos dentro de la historia

Art Spiegelman usa animales antropomórfos: ratones para representar a los judíos (Maus significa ratón en alemán), gatos para los alemanes, cerdos para los polacos, ranas para los franceses, ciervos para los suecos y perros para los estadounidenses, así como peces para los británicos. Aparte del evidente componente fabulístico, el empleo de esta convención de representación colectiva enfatiza visualmente la "desindividuación" propiciada por el Holocausto, con la reducción del individuo a una mera identidad nacional, étnica o racial (v.gr., alemanes, judíos, polacos) que determina su destino en ese contexto histórico. Como ha admitido el propio Spiegelman, esta convención se inspira, además, en una reapropiación de los dibujos animados (cartoons) norteamericanos, tipo "Tom & Jerry", muy influyentes en la cultura cinematográfica y televisiva de su niñez.
La obra también puede interpretarse como una reivindicación de la autonomía del cómic, demostrando que puede abordar cualquier tema sin abandonar sus convenciones gráficas.
El dibujo es en blanco y negro, con un trazo anguloso y nervioso inspirado en las xilografías de principios de siglo y que, dentro de la vanguardista obra de Spiegelman (muy influida por el expresionismo), resulta contenido.

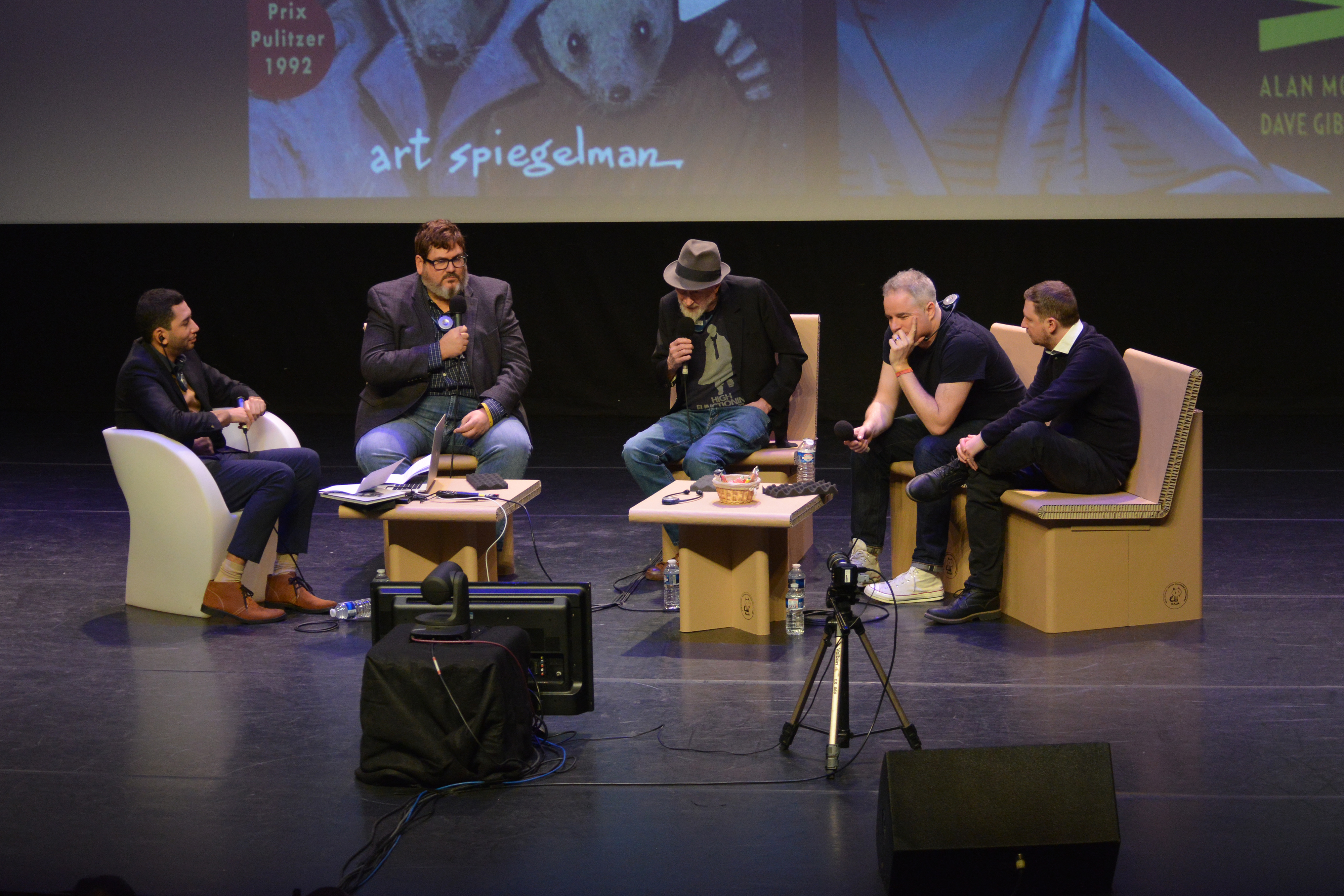
Acto dedicado a Batman en la ed. del 2019 del Festival de Angulema; se ve parte de una imagen de la portada de Maus.

## La traducción
En la novela original en inglés, Vladek Spiegelman utiliza un inglés idiosincrático que revela su origen judío como hablante habitual de yídish. Tanto en las ediciones argentinas como en la edición en español de Planeta DeAgostini, realizada por Roberto Rodríguez, 2001, este rasgo desaparecía. Por el contrario, en la edición de Penguin Random House, con traducción de Cruz Rodríguez Juiz, 2007, se mantiene este rasgo característico del personaje, usando recursos propios de la lengua española que tratan de reflejar la forma original de hablar de Vladek: el personaje confunde los tiempos verbales, los géneros gramaticales, el uso de ser y estar, las preposiciones. En la versión norteamericana original las particularidades del habla de Vladek, como la de otros inmigrantes de origen judío del este de Europa, suelen limitarse a la anteposición de algunos complementos verbales, mal uso de verbos modales, etc., pero su inglés solo supone una desviación muy puntual y reconocible de la norma.

## Traducciones al español y otras lenguas peninsulares
- Maus: El relato de un superviviente (V/1989). Editado por Norma Editorial y Muchnik Editores en tapa blanda con solapas. Traducido del inglés por Eduardo Goligorsky. (ISBN 84-7669-093-2). En esta edición sólo se recogieron los seis primeros capítulos publicados originariamente en la revista Raw, correspondientes al original Maus I

- Maus: Historia de un sobreviviente (1994). Editado por Emecé Editores (Argentina) en tapa blanda con solapas, en dos volúmenes (Maus I y Maus II). Traducción del escritor argentino César Aira. Edición reimpresa por Editorial Planeta Mexicana (México DF, 2009) bajo el sello Emecé.

- Maus: Relato de un superviviente (XI/2001). Editado por Planeta DeAgostini, en tapa dura, en su colección Trazado. Traducido del inglés por Roberto Rodríguez. En esta edición se recogen las dos partes de la obra. A su primera edición, de 6.000 ejemplares,[39] y en la que las cubiertas habían quedado pixeladas debido a un fallo de impresión, siguieron otras tres más en las que el error ya fue subsanado (ISBN 84-395-9159-4).

- Maus: Relat d'un supervivent (2003). Editado por Inrevés SLL (Palma), con varias reediciones. Traducido al catalán por Felipe Hernández (ISBN 84-932615-2-1).

- Maus: Relato dun supervivente (2008). Editado por Inrevés SLL (Palma). Traducido al gallego por Diego García Cruz. ISBN 978-84-935415-4-5).

- Maus (VI/2007). Editado por Mondadori. Traducido por Cruz Rodríguez Juiz (ISBN 84-397-2071-3). Mantiene mayor fidelidad al original y reproduce las peculiaridades del habla de Vladek.

## Premios y candidaturas

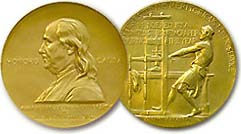
En 1992, Maus se convirtió en la primera novela gráfica en ganar un premio Pulitzer.

### Premios
- 1988 Premio Internacional del Festival de Cómic de Angulema
- 1988 Premio Urhunden al mejor álbum extranjero
- 1990 Premio Max & Moritz, premio especial
- 1992 Premio Pulitzer
- 1992 Premio Eisner a la mejor novela gráfica reeditada
- 1992 Premio Harvey a la mejor novela gráfica reeditada
- 1993 Premio literario de ficción de Los Angeles Times
- 1993 Premio Internacional del Festival de Cómic de Angoulême al mejor cómic extranjero
- 1993 Premio Urhunden al mejor álbum extranjero

### Candidaturas
- 1986 Premio nacional del círculo de críticos
- 1992 Premio nacional del círculo de críticos